# أسلام أباد غورك (بابويي)
أسلام أباد غورك (بالفارسية: اسلام‌آباد غورک) هي قرية تقع في إيران في قسم بابويي الريفي. يقدر عدد سكانها بـ 109 نسمة .